# Teorija prava
Teorija prava (ili opća teorija prava) i države je osnovna disciplina znanosti o pravu, odreduje bitna, nezaobilazna obilježja prava i države. Svojim osnovnim i općim odrednicama predhodi svekolikoj teoriji i praksi prava i države, uvodi nas u znanost o pravu. Kao znanost, disciplina, ona istražuje, objašnjava, te iskazuje najuopćenije i bitne odrednice o pravu i državi, utvrđujući i uobličavajući pri tome svoj predmet (što je to pravo i što je država) i njemu (njima) primjerene metode. 
Vrijeme stvaranja opće teorije prava je otprilike prije 100 godina. Ustanovljena je u preciznom, misaonom i programatskom smislu u studiji Adolfa Merkela pod imenom „Über das Verhältnis der Rechtsphilosophie zur „positiven“ Rechtswissenschaft und zum allgemeinen Teil derselben" iz 1874. godine.
Opću teoriju prava i države čine: 
- Opći dio – što je opća teorija prava i države, pravo i država u mijeni vremena, pojam o pravu, metodologija prava, znanost o pravu, konstitutivne pretpostavke opće teorije prava, pojam o državi,
- Teorija prava – aksiološka teorija o pravu, sociološka teorija o pravu, dogmatska teorija o pravu,
- Teorija države - sadržaji tj. bit i oblici tj. organizacija vlasti u državi.